# Dansk Fjernvarme
Dansk Fjernvarme er brancheorganisation for danske fjernvarmeselskaber. Organisationen blev stiftet i 1957 under navnet Danske Fjernvarmeværkers Forening. Omkring 400 fjernvarmeselskaber, fordelt over hele landet, er medlem af Dansk Fjernvarme. De står tilsammen for 99 procent af fjernvarmeproduktionen i Danmark.
Dansk Fjernvarme har til huse i Fjernvarmens Hus i Kolding. Siden 2011 har Kim Mortensen været direktør.